# Витория, Стивен
Стивен де Соуза Витория (англ. Steven de Sousa Vitória; род. 11 января 1987, Торонто, Канада) — канадский футболист португальского происхождения, защитник клуба «Шавеш» и сборной Канады. Известен своей отличной игрой головой и мастерским исполнением штрафных ударов и пенальти.

## Ранние годы
Витория родился в Торонто, Канада, в семье португальских иммигрантов с Азорских островов. Учиться футболу он начал в команде «Вудбридж Страйкерс» и играл главным образом на позиции нападающего. Он получал приглашения от молодёжных сборных Канады несколько раз, в том числе после того, как покинул страну, но всякий раз отказывался.

## Клубная карьера

### «Порту»
Витория был подписан португальским «Порту» в возрасте 18 лет и был переведён на позицию центрального защитника. В последующие годы он несколько раз отправлялся в аренду, сначала в клуб «Туризенсе» в третьем дивизионе, а затем — в «Ольяненсе» на два года, где он помог команде выйти в высшую португальскую лигу в своём втором сезоне в клубе.
В сезоне 2009/10 Витория был отправлен в аренду в «Ковильян», игравший в Сегунда Лиге. Свой первый официальный матч за новый клуб он сыграл 2 августа 2009 года в игре на выезде против «Каррегаду» (1:0) в Кубке лиги.

### «Эшторил»
Витория окончательно покинул «Порту» в июле 2010 года, подписав контракт с клубом Сегунды «Эшторил-Прая». Клуб в том же сезоне поднялся в Высшую лигу. В своём дебютном сезоне на высшем уровне Витория сыграл 27 матчей и забил 11 голов, став девятым среди лучших бомбардиров лиги (восемь из них он забил со штрафных), и помог своей команде занять пятое место и получить путёвку в Лигу Европы.

### «Бенфика»
Свободным агентом Витория присоединился к лиссабонской «Бенфике» 16 июня 2013 года, подписав контракт на четыре года. День подписания контракта он назвал «самым важным и самым счастливым в своей жизни». Однако шанса закрепиться в составе «орлов» защитник не получил: его единственное появление на поле в футболке «Бенфики» состоялось в последний день сезона, когда клуб уже стал чемпионом. Витория отыграл все 90 минут в проигранном 1:2 матче против своего бывшего клуба «Порту».
Витория остался на скамейке запасных и в проигранном «Бенфикой» финале Лиги Европы против «Севильи». Игрока не устраивало его положение в команде, в этот период им интересовались «Реал Бетис» и «Маритиму».
9 февраля 2015 года Витория был отдан в аренду клубу МЛС «Филадельфия Юнион» на один сезон. Он забил свой первый гол за команду в своем родном Торонто, в проигранном 1:3 матче против местного клуба. В декабре игрок вернулся в «Бенфику», так как клуб отказался от выкупа его контракта.

### «Лехия Гданьск»
Витория присоединился к польскому клубу «Лехия Гданьск» 17 августа 2016 года, подписав контракт на три года. Он дебютировал за новый клуб 21 сентября, отыграв полностью изнурительный матч Кубка Польши против «Пущи» (1:1 после 120 минут), завершившийся шестнадцатью ударами в серии пенальти.

### «Морейренсе»
4 июля 2019 года Витория вернулся играть в Португалию, подписав контракт с клубом «Морейренсе» на три года. Дебютировал за «Морейренсе» 11 августа в матче против «Браги». 2 ноября в матче против «Витории» из Гимарайнша забил свой первый гол за «Морейренсе».

### «Шавеш»
4 июля 2022 года 35-летний Витория присоединился к недавно получившему повышение «Шавешу» за нераскрытую сумму трансфера.

## Международная карьера
Витория представлял Португалию на Чемпионате Европы до 19 лет в Польше в 2006 году и Чемпионате мира по футболу U-20 2007 года в Португалии.
В сентябре 2012 года, потеряв надежду на приглашение в главную команду Португалии, 25-летний Витория согласился выступать за сборную Канады. В январе 2016 года он получил вызов на товарищеский матч против сборной США 5 февраля и отыграл все 90 минут (0:1).
Витория был включён в состав сборной Канады на Золотой кубок КОНКАКАФ 2017.
Был включён в состав сборной на Золотой кубок КОНКАКАФ 2021.
Был включён в состав сборной на чемпионат мира 2022.
Был включён в состав сборной на Золотой кубок КОНКАКАФ 2023.

### Статистика в сборной
| Канада | Канада | Канада |
| Год    | Игры   | Голы   |
| ------ | ------ | ------ |
| 2016   | 5      | 1      |
| 2017   | 5      | 0      |
| 2018   | 0      | 0      |
| 2019   | 4      | 1      |
| 2020   | 0      | 0      |
| 2021   | 14     | 0      |
| 2022   | 10     | 2      |
| 2023   | 6      | 1      |
| Всего  | 44     | 5      |

## Достижения
Ольяненсе
- Вторая лига Португалии: победитель 2008/09

Эшторил-Прая
- Вторая лига Португалии: победитель 2011/12

Бенфика
- Чемпионат Португалии: чемпион 2013/14[20]
- Кубок Португалии: победитель 2013/14
- Кубок португальской лиги: победитель 2013/14
- Лига Европы УЕФА: финалист 2013/14[22]

Лехия Гданьск
- Кубок Польши: победитель 2018/19